# Stylus

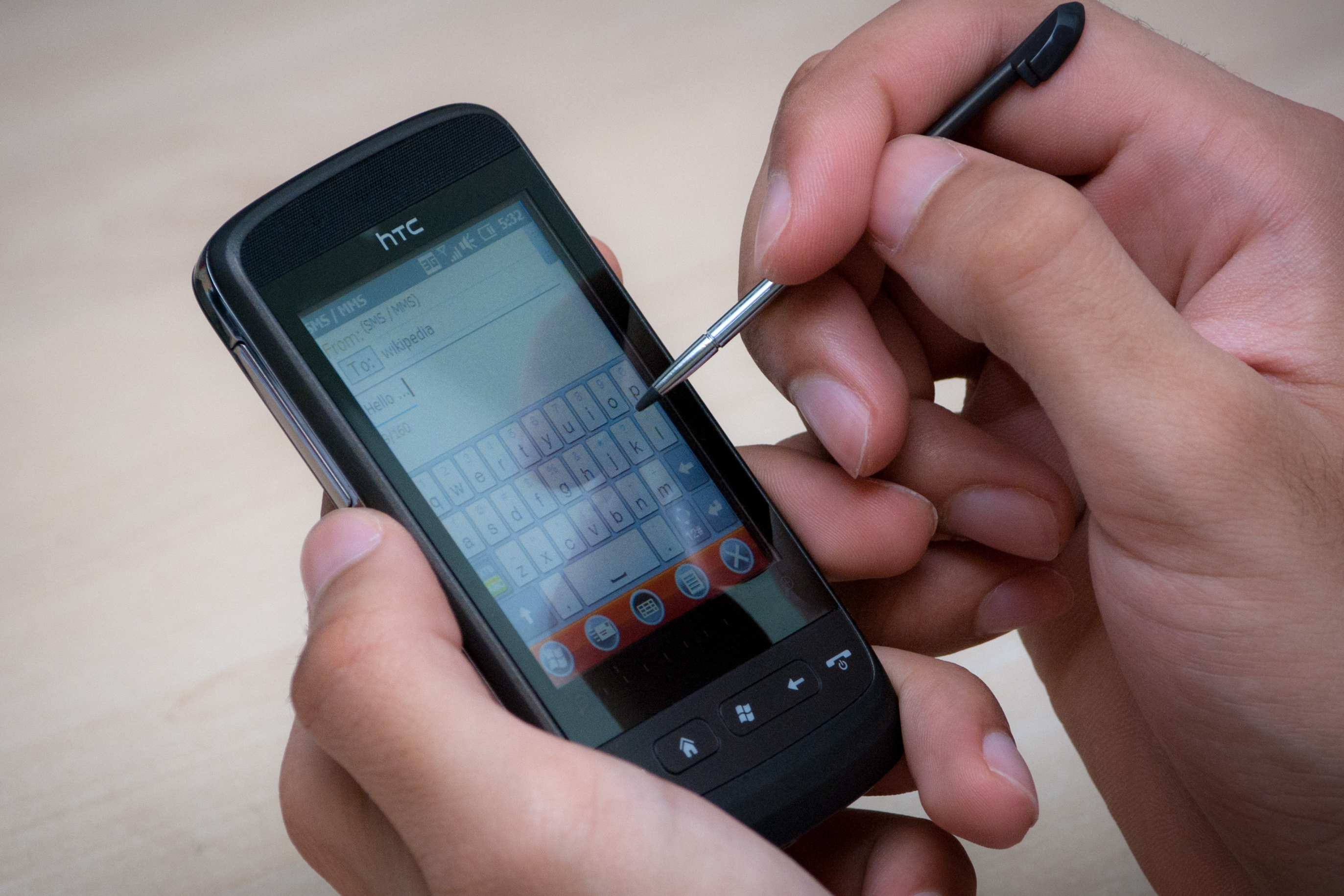
Celular sendo operado por uma stylus.

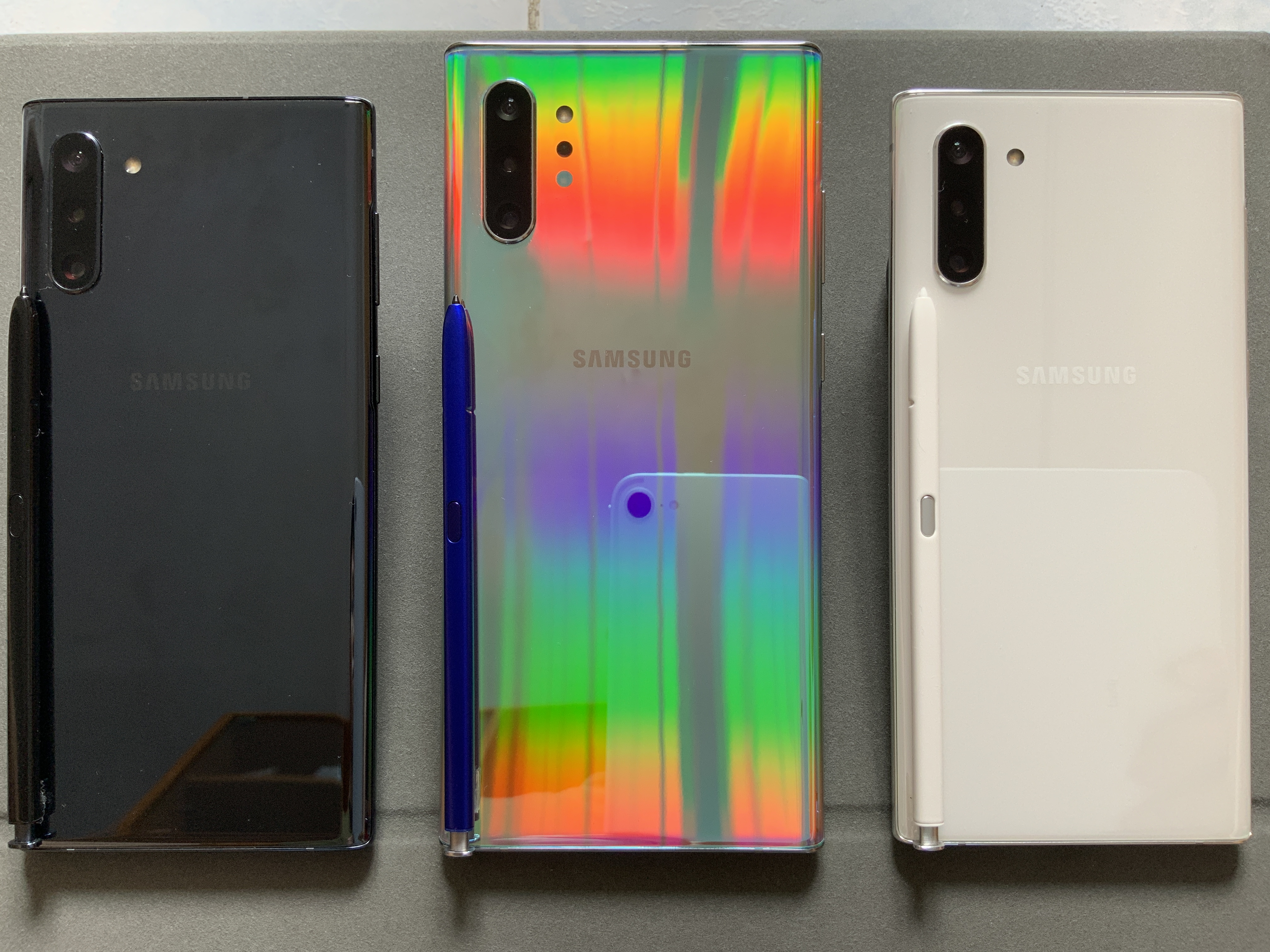
S-Pen (Galaxy Note 10).

Stylus é um aparelho em formato semelhante a uma caneta para usado em comandos de interação em visores sensíveis ao toque em aparelhos eletrônicos.
A stylus pode ser usada como recurso de apontamento e seleção em visores, em substituição ao mouse ou ao touchpad, usa-se para prevenir o contato da gordura de um dedo à tela, também pode substituir os dedos em atividades que requeem mais precisao de toque.
É o principal dispositivo de interação dos personal digital assistants (PDA). É usado em consoles portáteis como o Nintendo DS, Nintendo 3DS e em controladores de jogos como o Wii U GamePad, Em celulares, foi amplamente usado nos modelos com sistema Windows Mobile, caindo em desuso após a chegada do iPhone, costuma ser usado em alguns modelos de phablets, tablets e laptops.